# هيون يونغ تشول
هيون يونغ تشول (بالهانغل: 현영철، وبالهانجا: 玄永哲) ويكتب أيضاً هيون يونغ شول هو وزير دفاع جمهورية كوريا الشعبية الديمقراطية (الشمالية)، ازداد بتاريخ ال11 من يناير 1949، وانضم إلى الجيش في عام 1966. بعد أن شغل منصب قائد كتيبة، انتخب مندوبا إلى الجمعية الشعبية العليا في عام 2009، عين وزير للدفاع سنة 2014.
أمر كيم جونغ أون بتنفيذ حكم الإعدام بحقه في 30 أبريل/نيسان الماضي من سنة 2015، رميا بنيران مدفع مضاد للطائرات، وذلك بسبب نومه خلال كلمة للزعيم كيم جونغ أون في استعراض عسكري، حسب ما جاء عن جهاز المخابرات الكورية الجنوبية، وكانت صياغة التهمة تحت طائل الخيانة، وعدم الولاء للزعيم كيم جونغ أون والتقليل من احترامه.
ووفقا للمصدر وكالة الأنباء الكورية الجنوبية، فقد تم إعدام يونغ تشول في العاصمة بيونغ يانغ، بحضور مئات المسؤولين العسكريين.

## المناصب
عين وزيرا للدفاع سنة 2014 من قبل كيم جونغ أون، وكان قد انضم إلى الجيش عام 1966، وشغل منصب قائد كتيبة، ثم انتخب مندوبا إلى الجمعية الشعبية العليا في عام 2009. شارك بعد توليه منصب وزير الدفاع سنة 2015 في مؤتمر حول الأمن الدولي بالعاصمة الروسية موسكو، حيث ظهر مرتديا بزته عسكرية.

## طريقة الإعدام
تم إعدام وزير دفاع كوريا الشمالية بطريقة تراجيدية مأساوية جدا، وذلك باستخدام المدفع المضاد للطائرات. وهو ما سيحول جثته إلى أشلاء متناثرة، وجدير بالذكر أن السلطات الكورية الشمالية تقوم بعمليات الإعدام التي تستهدف المسؤولين الذين تشك في ولائهم، بوسائل بشعة جدا وغير إنسانية بالمرة، ومن بينها المدافع المضادة للطائرات، وإطلاق كلاب شرسة على المحكوم عليهم.
سبق أن ذكرت تقارير كورية جنوبية أن الزعيم الكوري الشمالي أعدم في سنة 2015م ما لا يقل عن 15 مسؤولا، لأسباب مختلفة من بينها الشك في الولاء، ومن بين أشهر إعداماته، إعادمه لزوج عمته ومستشاره السياسي بتهم مختلفة، ثم قام بتعزية عمته بعد إعدام زوجها، وذلك منذ وصوله إلى سدة الحكم أواخر سنة 2011.